# La famiglia Brady (film)
La famiglia Brady (The Brady Bunch Movie) è un film statunitense del 1995 diretto da Betty Thomas.
Il film è una parodia/remake della serie TV omonima (The Brady Bunch) andata in onda dal 1969 al 1974. Il film colloca i personaggi della sitcom originale, con il senso della moda degli anni '70 e la moralità familiare della sitcom, in un'ambientazione contemporanea degli anni '90, traendo umorismo dallo scontro culturale che ne deriva.

## Trama
Quando la famiglia Brady rischia di perdere la sua casa per via di un debito di 20.000 dollari, i sei figli decidono di partecipare ad un talent show per racimolare i soldi con cui saldare il debito.

## Riprese
Il film è stato girato quasi interamente a Los Angeles, in California, con la casa dei Brady situata a Sherman Oaks. Le scene scolastiche sono state girate a Woodland Hills. Alcune scene sono state girate a Scotch Plains, nel New Jersey.

## Sequel
Il sequel del film è uscito nel 1996 ed è intitolato Il ritorno della famiglia Brady (A Very Brady Sequel), per la regia di Arlene Sanford.
Dal film è stato tratto anche un film per la televisione, ovvero Famiglia Brady for President (The Brady Bunch in the White House), trasmesso nel 2002.